# 금강산관코박쥐
금강산관코박쥐 또는 힐겐도르프관코박쥐(Murina hilgendorfi)는 애기박쥐과에 속하는 박쥐의 일종이다. 일본에서는 "텐구 코모리"로 불리며, 신화 속의 괴물(텐구)의 이름에서 유래했다. 이전에는 관코박쥐(Murina leucogaster)의 아종(Murina leucogaster hilgendorfi)으로 간주했지만, 현재는 별도의 종으로 알려져 있다.

## 분포
힐겐도르프관코박쥐는 중국과 러시아(프리모르스키 지방과 사할린), 카자흐스탄, 몽골, 한국 그리고 일본 (홋카이도와 혼슈, 시코쿠 그리고 규슈)에서 발견된다.